# Colias caucasica
Colias caucasica är en fjärilsart som beskrevs av Otto Staudinger 1871. Colias caucasica ingår i släktet Colias och familjen vitfjärilar. Inga underarter finns listade i Catalogue of Life.

## Bildgalleri

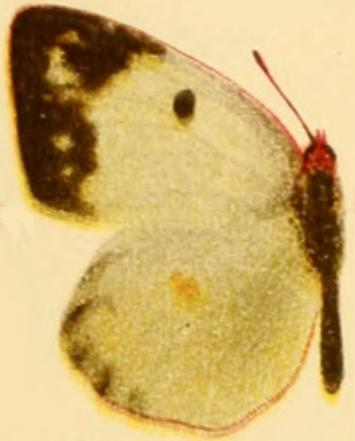